# 新乔纳洛什
新乔纳洛什（匈牙利語：Újcsanálos）是匈牙利包尔绍德-奥包乌伊-曾普伦州所辖的一个村。总面积12.18平方公里，总人口879，人口密度72.2人/平方公里（2011年1月1日）。